# Vaahteraliiga 1984
La Vaahteraliiga 1984 è stata la 5ª edizione del campionato finlandese di football americano di primo livello, organizzato dalla SAJL.

## Squadre partecipanti
| Club                 | Città    | Stadio | Sponsor ufficiale | Risultato nella stagione 1983 |
| -------------------- | -------- | ------ | ----------------- | ----------------------------- |
| East City Giants     | Helsinki |        |                   |                               |
| Espoo Poli           | Espoo    |        |                   |                               |
| Helsinki Rams        | Helsinki |        |                   |                               |
| Helsinki Roosters    | Helsinki |        |                   |                               |
| Munkka Colts         | Helsinki |        |                   |                               |
| Oulu Northern Lights | Oulu     |        |                   |                               |
| Turku Trojans        | Turku    |        |                   |                               |
| Vantaan TAFT         | Vantaa   |        |                   |                               |

## Stagione regolare

### Calendario

#### 1ª giornata
| 1984 | Munkka Colts | 9 – 7 | Vantaan TAFT |  |

| 1984 | East City Giants | 13 – 26 | Espoo Poli |  |

| 1984 | Oulu Northern Lights | 7 – 25 | Turku Trojans |  |

#### 2ª giornata
| 1984 | Helsinki Rams | 7 – 10 | Vantaan TAFT |  |

| 1984 | Espoo Poli | 10 – 25 | Helsinki Roosters |  |

#### 3ª giornata
| 1984 | Espoo Poli | 32 – 0 | Helsinki Rams |  |

| 1984 | Vantaan TAFT | 21 – 6 | Oulu Northern Lights |  |

| 1984 | Turku Trojans | 14 – 20 | Helsinki Roosters |  |

| 1984 | East City Giants | 21 – 0 | Munkka Colts |  |

#### 4ª giornata
| 1984 | Helsinki Roosters | 22 – 7 | Munkka Colts |  |

| 1984 | Turku Trojans | 17 – 7 | Espoo Poli |  |

| 1984 | Oulu Northern Lights | 14 – 12 | Helsinki Rams |  |

| 1984 | Vantaan TAFT | 7 – 24 | East City Giants |  |

#### 5ª giornata
| 1984 | Oulu Northern Lights | 0 – 36 | East City Giants |  |

| 1984 | Helsinki Rams | 13 – 31 | Helsinki Roosters |  |

| 1984 | Munkka Colts | 0 – 25 | Espoo Poli |  |

#### 6ª giornata
| 1984 | Oulu Northern Lights | 13 – 20 | Munkka Colts |  |

| 1984 | Turku Trojans | 10 – 26 | East City Giants |  |

| 1984 | Helsinki Roosters | 27 – 7 | Vantaan TAFT |  |

| 1984 | Helsinki Rams | 7 – 35 | Turku Trojans |  |

#### 7ª giornata
| 1984 | Espoo Poli | 27 – 0 | Vantaan TAFT |  |

| 1984 | Oulu Northern Lights | 0 – 30 | Helsinki Roosters |  |

| 1984 | Turku Trojans | 35 – 6 | Munkka Colts |  |

| 1984 | East City Giants | 48 – 0 | Helsinki Rams |  |

#### 8ª giornata
| 1984 | Munkka Colts | 29 – 28 | Helsinki Rams |  |

| 1984 | Oulu Northern Lights | 14 – 28 | Espoo Poli |  |

| 1984 | Turku Trojans | 44 – 13 | Vantaan TAFT |  |

| 1984 | Helsinki Roosters | 6 – 42 | East City Giants |  |

### Classifica
La classifica della regular season è la seguente:
- PCT = percentuale di vittorie, G = partite giocate, V = partite vinte,  P = partite perse, PF = punti fatti, PS = punti subiti

| Pos. | Squadra              | PCT  | G | V | N | P | PF  | PS  |
| ---- | -------------------- | ---- | - | - | - | - | --- | --- |
| 1    | East City Giants     | .857 | 7 | 6 | 0 | 1 | 210 | 49  |
| 2    | Helsinki Roosters    | .857 | 7 | 6 | 0 | 1 | 161 | 93  |
| 3    | Turku Trojans        | .571 | 7 | 5 | 0 | 2 | 180 | 86  |
| 4    | Espoo Poli           | .571 | 7 | 5 | 0 | 2 | 155 | 69  |
| 5    | Munkka Colts         | .429 | 7 | 3 | 0 | 4 | 71  | 151 |
| 6    | Vantaan TAFT         | .286 | 7 | 2 | 0 | 5 | 65  | 144 |
| 7    | Oulu Northern Lights | .143 | 7 | 1 | 0 | 6 | 54  | 172 |
| 8    | Helsinki Rams        | .000 | 7 | 0 | 0 | 7 | 67  | 199 |

## Playoff

### Tabellone
|  | Wild Card | Wild Card     | Wild Card         |               |    | Semifinali       | Semifinali           | Semifinali           |                      |            | V Vaahterahmalja | V Vaahterahmalja | V Vaahterahmalja |  |
|  |           |               |                   |               |    |                  |                      |                      |                      |            |                  |                  |                  |  |
|  |           |               |                   |               |    | 1                | East City Giants     | 40                   |                      |            |                  |                  |                  |  |
|  |           |               |                   |               |    | 1                | East City Giants     | 40                   |                      |            |                  |                  |                  |  |
|  |           |               | 4                 | Espoo Poli    | 16 |                  |                      |                      |                      |            |                  |                  |                  |  |
|  | 4         | Espoo Poli    | 4                 | Espoo Poli    | 16 | 26               |                      |                      |                      |            |                  |                  |                  |  |
|  | 4         | Espoo Poli    |                   |               |    |                  |                      |                      |                      |            |                  |                  |                  |  |
|  | 5         | Munkka Colts  | 0                 |               |    |                  |                      |                      |                      |            |                  |                  |                  |  |
|  | 5         | Munkka Colts  | 0                 |               | 1  | East City Giants | 45                   |                      |                      |            |                  |                  |                  |  |
|  |           |               |                   |               |    |                  |                      |                      |                      |            |                  |                  |                  |  |
|  |           |               | 3                 | Turku Trojans | 7  |                  |                      |                      |                      |            |                  |                  |                  |  |
|  |           |               |                   | Turku Trojans | 7  |                  |                      |                      |                      |            |                  |                  |                  |  |
|  |           |               |                   |               |    |                  |                      |                      |                      |            |                  |                  |                  |  |
|  |           |               |                   |               |    |                  |                      |                      |                      |            |                  |                  |                  |  |
|  |           | 2             | Helsinki Roosters | 28            |    |                  | Finale 3º - 4º posto | Finale 3º - 4º posto | Finale 3º - 4º posto |            |                  |                  |                  |  |
|  |           |               |                   | 28            |    |                  |                      |                      |                      |            |                  |                  |                  |  |
|  |           |               | 3                 | Turku Trojans | 44 |                  |                      |                      |                      |            |                  |                  |                  |  |
|  | 3         | Turku Trojans | 3                 | Turku Trojans | 44 | 35               |                      |                      | 4                    | Espoo Poli | 17               |                  |                  |  |
|  | 3         | Turku Trojans |                   |               |    |                  |                      |                      | 4                    | Espoo Poli | 17               |                  |                  |  |
|  | 6         | Vantaan TAFT  | 12                |               |    | 2                | Helsinki Roosters    | 16                   |                      |            |                  |                  |                  |  |

### Wild Card
| 1984 | Turku Trojans | 35 – 12 | Vantaan TAFT |  |

| 1984 | Espoo Poli | 26 – 0 | Munkka Colts |  |

### Semifinali
| 1984 | Helsinki Roosters | 28 – 44 | Turku Trojans |  |

| 1984 | East City Giants | 40 – 16 | Espoo Poli |  |

### Finale 3º - 4º posto
| 1984 | Helsinki Roosters | 16 – 17 | Espoo Poli |  |

### V Vaahteramalja
| Helsinki 1984 | East City Giants | 45 – 7 | Turku Trojans | Töölön Pallokenttä |

## Verdetti
- East City Giants Campioni della Finlandia 1984